# Baliochila pringlei
Baliochila pringlei är en fjärilsart som beskrevs av Henry Stempffer 1967. Baliochila pringlei ingår i släktet Baliochila och familjen juvelvingar. Inga underarter finns listade i Catalogue of Life.